# جان والتر اسمیت
جان والتر اسمیت (به انگلیسی: John Walter Smith) سناتور سابق عضو حزب دموکرات ایالات متحده آمریکا بود. وی در سال ۱۹۰۸ تا ۱۹۲۱ میلادی سناتور ایالت مریلند در سنای ایالات متحده آمریکا بود.